# Arnac-Pompadour
Arnac-Pompadour is een gemeente in het Franse departement Corrèze (regio Nouvelle-Aquitaine). De plaats maakt deel uit van het arrondissement Brive-la-Gaillarde. Arnac-Pompadour telde op 1 januari 2022 1.206 inwoners.
In de plaats ligt het kasteel van Pompadour, dat koning Lodewijk XV in 1745 aan zijn maîtresse Jeanne-Antoinette Poisson cadeau deed, waarbij ze de titel markiezin van Pompadour kreeg. Het oudste deel van het kasteel, de zuidelijke vleugel, is 15e-eeuws. Het staat niet vast of madame de Pompadour ooit op het kasteel verbleef, maar ze stichtte er in 1760 wel een stoeterij. Dit werd een koninklijke stoeterij en na de Franse Revolutie een nationale stoeterij. De stoeterij is bekend voor zijn volbloeden (anglo-arabieren). Een deel van het kasteel (met een tentoonstelling over het 18e-eeuwse hofleven) en de stallen zijn opengesteld voor het publiek.

## Geografie
De oppervlakte van Arnac-Pompadour bedroeg op 1 januari 2022 15,09 vierkante kilometer; de bevolkingsdichtheid was toen 79,9 inwoners per km².
De onderstaande kaart toont de ligging van Arnac-Pompadour met de belangrijkste infrastructuur en aangrenzende gemeenten.

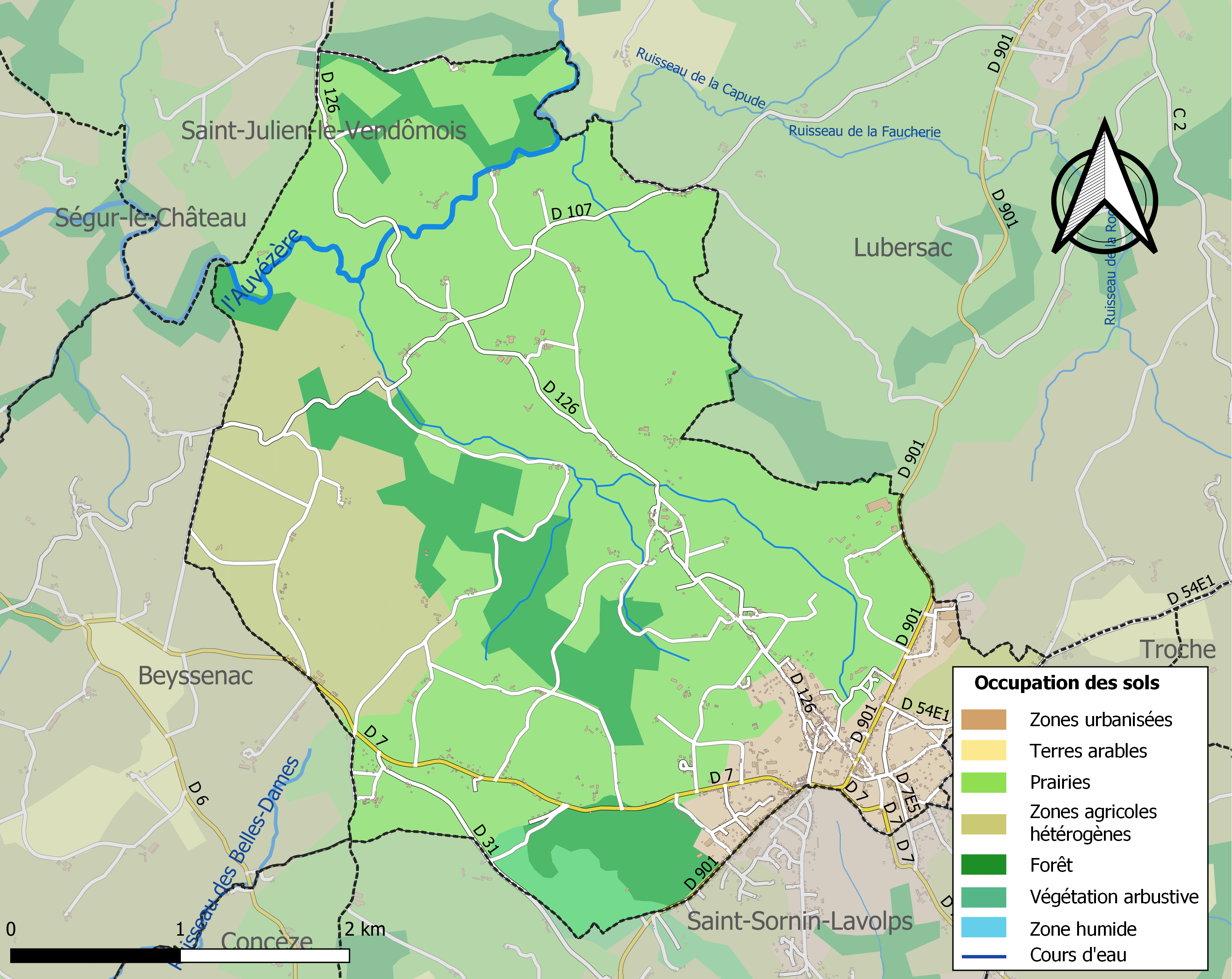

## Demografie
Onderstaande figuur toont het verloop van het inwonertal (bron: INSEE-tellingen).